# Neoseiulus cucumeroides
Neoseiulus cucumeroides är en spindeldjursart som först beskrevs av De Leon 1959.  Neoseiulus cucumeroides ingår i släktet Neoseiulus och familjen Phytoseiidae. Inga underarter finns listade i Catalogue of Life.